# الكبانة
الكبانة (بالعبرية: כֻּבַּאנֶה‏) هو خبز يهودي يمني تقليدي مشهور في إسرائيل . تُخبز الكبانية تقليديًا طوال الليل لتقديمها في صباح يوم السبت مع همينادوس (بيض مخبوز في قشرته مع الخبز) وريسك أجانيوت (طماطم مبشورة).

## تاريخ
كانت الجالية اليهودية موجودة في اليمن منذ آلاف السنين، حتى القرن العشرين عندما أجبرت المذابح والاضطهاد والتمييز السكان اليهود على الفرار الجماعي من اليمن وطلب اللجوء في إسرائيل. لم يبق في اليمن اليوم سوى مجموعة صغيرة جدًا من اليهود. كان اليهود اليمنيون يصنعون الكبانة تقليديًا إما من دقيق الذرة أو دقيق الذرة خلال أيام الأسبوع العادية، لكنهم يستخدمون دقيق القمح في أيام السبت والأعياد. 
يضيف البعض إلى العجين إما السكر أو العسل أو الكمون الأسود. يتم الخبز في قدر مدهون ومغلق بإحكام ويترك لينضج طوال الليل. ويتم تناول الكبانة في اليوم التالي وهي لا تزال ساخنة، ومن المعروف أن العديد من رواد المطعم يطلبون القاح - القشرة السفلية الزيتية والصلبة والمعروفة بطعمها الرقيق. خلال أشهر الشتاء، كان من المعروف أن البعض يدخل في الكبانة الذيل الدهني من الضأن، أو بعض قطع اللحم الأخرى، التي تُخبز طوال الليل مع العجين ، وبذلك تحول الكبانة إلى طعام شهي لا يُنسى. يمكن تقديم مثل هذه الكبانية للنساء بعد الولادة.  

## ملخص
يخبز اليهود اليمنيون الكبانية طوال الليل ويأكلون على الإفطار أو الفطور المتأخر يوم السبت،    وقد أصبح أكثر شهرة على نطاق واسع أيضًا. يتم تحضيرها مخبوزة على درجة حرارة منخفضة في وعاء مغلق بإحكام. تشمل المكونات الدقيق والسكر والملح والزبدة (أو المارجرين). يمكن طهي البيض بقشرته في الطبق بجانب الخبز وتقديمه كمرافق. أحيانًا يتم رش الخبز بالسكر، ويقدم مع الطماطم المبشورة،   أو يقدم مع الزقزقة، والزبدة المصفاة، وصلصة الفلفل والثوم الحار.  

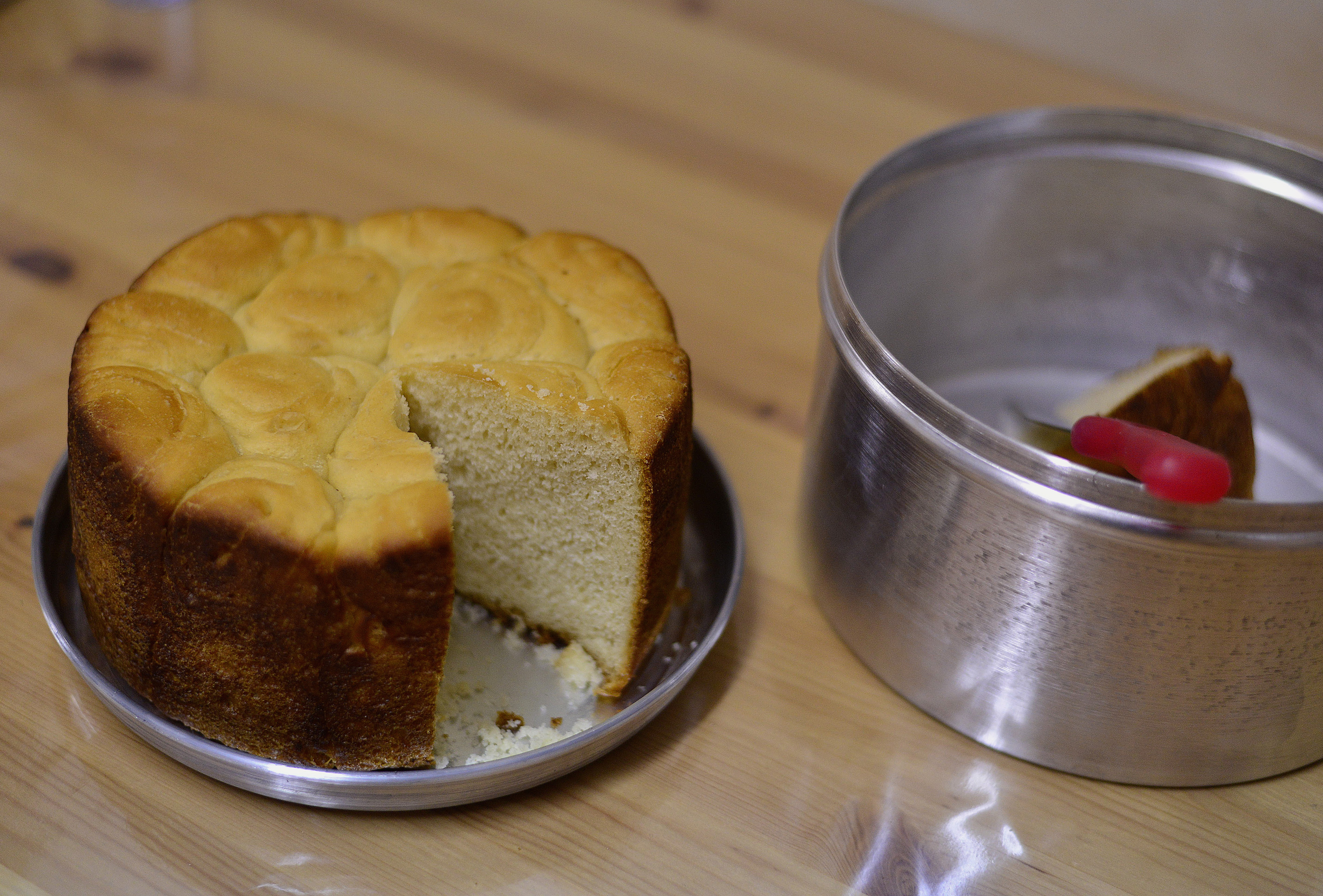
كبانة مخبوزة طازجة

## في الثقافة الشعبية
ظهرت كوبانة في المسلسل التلفزيوني الإسرائيلي الشهير الجميلة والخباز، حيث أن الشخصية الرئيسية عاموس دهاري، التي يلعبها أفيف ألوش (الذي هو نفسه من أصل يهودي يمني وتونسي ) من عائلة يهودية يمنية .

## أنظر أيضا
- جاتشنون
- ملاوتش
- المطبخ الإسرائيلي
- المطبخ اليهودي
- منى - خبز مشابه أعده يهود الجزائر
- الروسية مينونايت zwieback
- خبز القرد